# Trophée Jack-Ferguson
Le trophée Jack-Ferguson est un trophée de hockey sur glace récompensant chaque année le premier choix de repêchage de la Ligue de hockey de l'Ontario. Le trophée honore Jack Ferguson, un ancien directeur de la cellule de recrutement de la LHO.

## Palmarès
- 1981 – Dan Quinn, Bulls de Belleville
- 1982 – Kirk Muller, Platers de Guelph
- 1983 – Trevor Stienburg, Platers de Guelph
- 1984 – Dave Moylan, Wolves de Sudbury
- 1985 – Bryan Fogarty, Canadians de Kingston
- 1986 – Troy Mallette, Greyhounds de Sault Ste. Marie
- 1987 – John Uniac, Wolves de Sudbury
- 1988 – Drake Berehowsky, Raiders de Kingston
- 1989 – Eric Lindros, Greyhounds de Sault Ste. Marie
- 1990 – Pat Peake, Compuware Ambassadors de Détroit
- 1991 – Todd Harvey, Compuware Ambassadors de Détroit
- 1992 – Jeff O'Neill, Storm de Guelph
- 1993 – Alyn McCauley, 67's d'Ottawa
- 1994 – Jeff Brown, Sting de Sarnia
- 1995 – Daniel Tkaczuk, Colts de Barrie
- 1996 – Rico Fata, Knights de London
- 1997 – Charlie Stephens, St. Michael's Majors de Toronto
- 1998 – Jay Harrison, Battalion de Brampton
- 1999 – Jason Spezza, IceDogs de Mississauga
- 2000 – Patrick Jarrett, IceDogs de Mississauga
- 2001 – Patrick O'Sullivan, IceDogs de Mississauga
- 2002 – Rob Schremp, IceDogs de Mississauga
- 2003 – Patrick McNeill, Spirit de Saginaw
- 2004 – John Hughes, Bulls de Belleville
- 2005 – John Tavares, Generals d'Oshawa
- 2006 – Steven Stamkos, Sting de Sarnia
- 2007 – Ryan O'Reilly, Otters d'Érié
- 2008 – John McFarland, Wolves de Sudbury
- 2009 – Daniel Catenacci, Greyhounds de Sault Ste. Marie
- 2010 – Alex Galchenyuk, Sting de Sarnia
- 2011 – Aaron Ekblad, Colts de Barrie
- 2012 – Connor McDavid, Otters d'Érié
- 2013 – Travis Konecny, 67's d'Ottawa
- 2014 – Jakob Chychrun, Sting de Sarnia
- 2015 – David Levin, Wolves de Sudbury
- 2016 – Ryan Merkley, Storm de Guelph
- 2017 – Ryan Suzuki, Colts de Barrie
- 2018 – Quinton Byfield, Wolves de Sudbury
- 2019 – Shane Wright, Frontenacs de Kingston
- 2020 – Ty Nelson, Battalion de North Bay
- 2021 – Quentin Musty, Wolves de Sudbury
- 2022 – Michael Misa, Spirit de Saginaw
- 2023 – Matthew Schaefer, Otters d'Érié
- 2024 – Ethan Belchetz, Spitfires de Windsor